# Shirō Toyoda
Shirō Toyoda (豊田 四郎?, Toyoda Shirō; Kyoto, 3 gennaio 1906 – Tokyo, 13 novembre 1977) è stato un regista e sceneggiatore giapponese.

## Biografia
Nato a Kyoto nel 1906, dopo il liceo si trasferì a Tokyo dove studiò sceneggiatura con il pionieristico regista Eizō Tanaka. Entrato a far parte degli studi cinematografici Shochiku di Kamata, lavorò come assistente alla regia con Yasujirō Shimazu prima di debuttare dietro la macchina da presa nel 1929 con il dramma Irodorareru kuchibiru. Dopo il trasferimento allo studio indipendente Tokyo Hassei Eiga Shisaku (in seguito Toho), nel 1937 ottenne un certo successo con il film Wakai hito, guadagnandosi poi una buona reputazione per il suo approccio umanistico in adattamenti letterari come Uguisu (1938) e Kojima no haru (1940). Dopo la seconda guerra mondiale raggiunse la fama con le trasposizioni di opere di scrittori come Jun'ichirō Tanizaki (Neko to Shōzō to futari no onna, 1956), Yasunari Kawabata (Yukiguni, 1957), Nagai Kafū (Bokutō kidan, 1960) e Masuji Ibuse (Kigeki: Yōki-na mibōjin, 1964).

## Filmografia

### Regista
- Irodorareru kuchibiru (1929)
- Tokai o oyogu onna (1929)
- Yūai kekkon (1930)
- Kokoro ogoreru onna (1930)
- Sannin no josei (1935)
- Tōkyō-Ōsaka tokudane ōrai (1936)
- Kamatā ofuna no sutajiō no harū (1936) – Cortometraggio
- Oyake - Akahachi (1937) – Co-regia con Tsutomu Shigemune
- Wakai hito (1937)
- Jyuji houka (1937) – Co-regia con Tsutomu Shigemune
- Minato ha uwakifū (1937)
- Nakimushi kozo (1938)
- Fuyu no yado (1938)
- Uguisu (1938)
- Okumura Ioko (1940)
- Kojima no haru (1940)
- Ōhinata-mura (1940)
- Waga ai no ki (1941)
- Wakaki sugata (1943)
- Yottsu no koi no monogatari (1947) – Episodio Hatsukoi
- Onna no shiki (1950)
- Eriko to tomoni - Dai ichi-bu (1951)
- Eriko to tomo ni: Dai ni-bu (1951)
- Sekirei no kyoku (1951)
- Kaze futatabi (1952)
- Haru no sasayaki (1952)
- Gan (1953)
- Aru onna (1954)
- Mugibue (1955)
- Meoto zenzai (1955)
- Byaku fujin no yoren (1956)
- Neko to Shōzō to futari no onna (1956)
- Yukiguni (1957)
- Yuunagi (1957)
- Makeraremasen katsumadewa (1958)
- Kigeki ekimae ryokan (1958)
- Hana noren (1959)
- Anyakōro (1959)
- Dansei shiikuhō (1959)
- Chinpindō shujin (1960)
- Bokutō kidan (1960)
- Tōkyō yawa (1961)
- Ashita aru kagiri (1962)
- Ika naru hoshi no moto ni (1962)
- Yushu heiya (1963)
- Daidokoro taiheiki (1963)
- Shin meoto zenzai (1963)
- Kigeki: Yōki-na mibōjin (1964)
- Amai ase (1964)
- Nami kage (1965)
- Yotsuya kaidan (1965)
- Daiku taiheki (1965)
- Chikumagawa zesshō (1967)
- Kigeki ekimae hyakku-nen (1967)
- Kigeki ekimae kaiun (1968)
- Jigokuhen (1969)
- Kōkotsu no hito (1973)
- Tsuma to onna no aida (1976) – Co-regia con Kon Ichikawa

### Sceneggiatore
- Aisai no himitsu, regia di Yasujirō Shimazu (1925)
- Fukumen no kage, regia di Yasujirō Shimazu (1926)
- Irodorareru kuchibiru, regia di Shirō Toyoda (1929)
- Tokai o oyogu onna, regia di Shirō Toyoda (1929)
- Yūai kekkon, regia di Shirō Toyoda (1930)
- Tōkyō-Ōsaka tokudane ōrai, regia di Shirō Toyoda (1936)
- Ippon-gatana dohyō iri, regia di Tsutomu Shigemune (1936)
- Haru no sasayaki, regia di Shirō Toyoda (1952)
- Mugibue, regia di Shirō Toyoda (1955)

## Riconoscimenti
- Kinema Junpo Awards

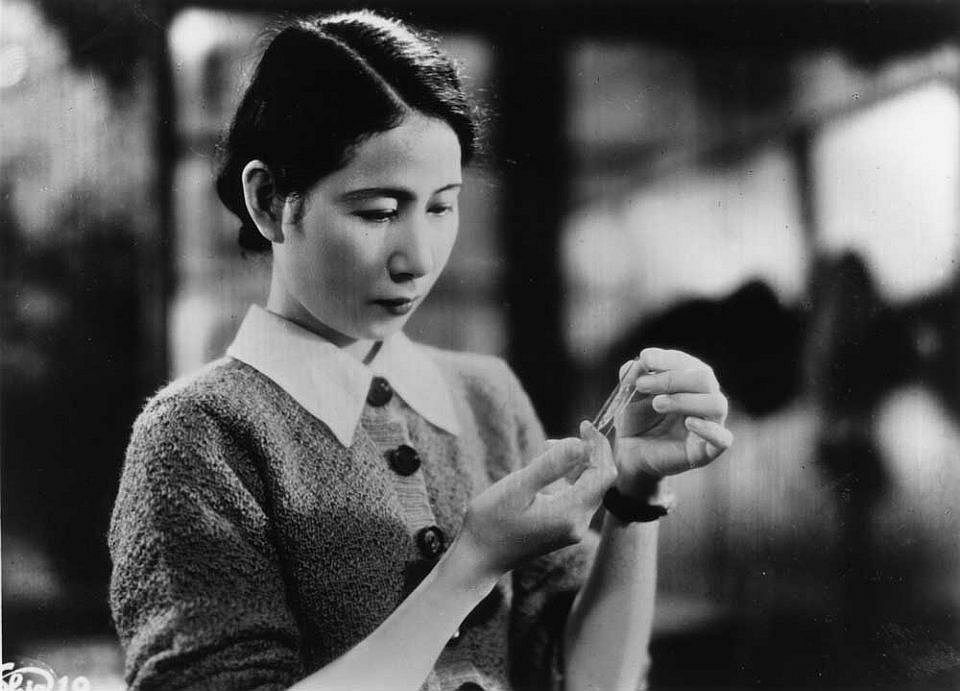
Una sequenza di Kojima no haru, miglior film ai Kinema Junpo Awards del 1941.

  - 1941 – Miglior film per Kojima no haru
- Mostra internazionale d'arte cinematografica di Venezia
  - 1955 – Candidatura al Leone d'oro per Gan
- Festival internazionale del cinema di Berlino
  - 1956 – Menzione d'onore per l'uso del colore in Byaku fujin no yoren
  - 1956 – Candidatura all'Orso d'oro per Byaku fujin no yoren
- Blue Ribbon Awards
  - 1956 – Miglior regista per Meoto zenzai
- Festival di Cannes
  - 1958 – Candidatura alla Palma d'oro per Yukiguni